# Cer(III)-sulfat
Cer(III)-sulfat ist eine anorganische chemische Verbindung des Cers aus der Gruppe der Sulfate.

## Gewinnung und Darstellung
Cer(III)-sulfat kann durch Reaktion von Cer(IV)-sulfat mit Oxalsäure, Hydrazin oder Natriumthiosulfat gewonnen werden.
{\displaystyle \mathrm {2\ Ce(SO_{4})_{2}+H_{2}C_{2}O_{4}\longrightarrow Ce_{2}(SO_{4})_{3}+H_{2}SO_{4}+2\ CO_{2}} }
{\displaystyle \mathrm {2\ Ce(SO_{4})_{2}+2\ N_{2}H_{4}\longrightarrow Ce_{2}(SO_{4})_{3}+(NH_{4})_{2}SO_{4}+2\ N_{2}} }
{\displaystyle \mathrm {2\ Ce(SO_{4})_{2}+Na_{2}S_{2}O_{3}\longrightarrow Ce_{2}(SO_{4})_{3}+Na_{2}SO_{4}+Na_{2}S_{4}O_{6}} }
Es kann auch durch Reaktion von Cer(IV)-oxid mit Schwefeldioxid dargestellt werden.
{\displaystyle \mathrm {6\ CeO_{2}+3\ SO_{2}\longrightarrow Ce_{2}(SO_{4})_{3}+2\ Ce_{2}O_{3}} }

## Eigenschaften
Cer(III)-sulfat (wasserfrei) ist ein hygroskopischer weißer Feststoff, der sich bei über 600 °C zu zersetzen beginnt. Er besitzt eine monokline Kristallstruktur. Sein Tetrahydrat ist ein weißer Feststoff, der ab 220 °C sein Kristallwasser abgibt. Er besitzt (wie das weiße Octahydrat) eine monokline Kristallstruktur mit der Raumgruppe P21/c (Raumgruppen-Nr. 14). Das Nonahydrat hat eine hexagonale Kristallstruktur mit der Raumgruppe P63/m (Raumgruppen-Nr. 176). Von der Verbindung sind Hydrate mit 12, 9, 8, 5, 4 und 2 Teilen Kristallwasser bekannt. Die Verbindung ist eine der wenigen Verbindungen deren Löslichkeit in Wasser mit der Temperatur abnimmt. So beträgt die Löslichkeit des Anhydrates in Wasser bei 0 °C 101 g/l, bei 100 °C nur 2,5 g/l, die des Octahydrates bei 94,3 g/l bei 20 °C, 57 g/l bei 40 °C und 40,4 g/l bei 60 °C.